# Chumphon (província)
Chumphon é uma província da Tailândia. Sua capital é a cidade de Chumphon.

## Distritos
A província está subdividida em 8 distritos (amphoes). Os distritos estão por sua vez divididos em 70 comunas (tambons) e estas em 674 povoados (moobans).

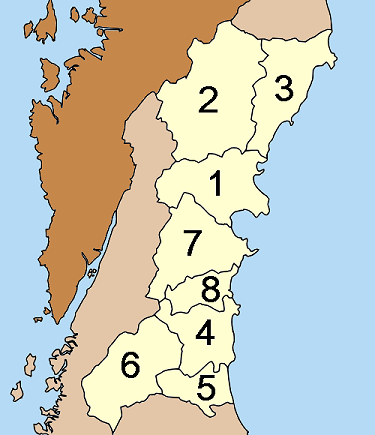
Distritos da província.

| 1. Chumphon 2. Tha Sae 3. Pathio 4. Lang Suan | 1. Lamae 2. Phato 3. Sawi 4. Thung Tako |